# Min-plus maticové násobení
Min-plus násobení matic, známé také jako vzdálenostní součin, je maticová operace. Jde o standardní maticový součin v polookruhu tropické geometrie.
Vzdálenostní součin souvisí s problémem nejkratší cesty v teorii grafů. Je-li {\displaystyle {\boldsymbol {W}}} čtvercová matice řádu {\displaystyle n} obsahující délky hran grafu, pak její mocnina {\displaystyle {\boldsymbol {W}}^{[k]}} vzhledem ke vzdálenostnímu součinu udává vzdálenosti mezi vrcholy při použití cest s nejvýše {\displaystyle k} hranami. Matice vzdáleností grafu je pak {\displaystyle {\boldsymbol {W}}^{[n]}}.
Odpovídající algoritmus má pro každý krok výpočtu automaticky k dispozici všechny informace o dostupných cestách v rámci předem určeného počtu kroků výpočtu. Je však výpočetně náročný a pomalý.

## Definice
Je-li {\displaystyle G=(V,E)} orientovaný graf na vrcholech {\displaystyle V=\{v_{1},\dots ,v_{n}\}} a {\displaystyle l:E\to \mathbb {R} ^{+}}je váhová funkce odpovídající délkám hran, potom váhová matice {\displaystyle {\boldsymbol {W}}} je čtvercová matice řádu {\displaystyle n} definovaná vztahem:
{\displaystyle w_{i,j}={\begin{cases}0&{\text{pro }}i=j\\l(v_{i},v_{j})&{\text{pokud }}(v_{i},v_{j})\in E\\\infty &{\text{jinak}}\end{cases}}}
Matice vzdáleností {\displaystyle {\boldsymbol {D}}} je čtvercová matice řádu {\displaystyle n} a má na pozici {\displaystyle d_{i,j}} délku nejkratší orientované cesty z {\displaystyle v_{i}} do {\displaystyle v_{j}}. Pokud žádná taková cesta neexistuje, je {\displaystyle d_{i,j}=\infty }. Matice má na diagonále samé 0.

### Vzdálenostní součin
Jsou-li dány dvě čtvercové matice {\displaystyle {\boldsymbol {A}}} a {\displaystyle {\boldsymbol {B}}} řádu {\displaystyle n}, potom jejich vzdálenostní součin {\displaystyle {\boldsymbol {A}}\star {\boldsymbol {B}}} je definován jako čtvercová matice {\displaystyle {\boldsymbol {C}}} řádu {\displaystyle n} taková, že: 
{\displaystyle c_{ij}=\min\{a_{ik}+b_{kj}\,\colon \,k\in \{1,\dots n\}\}},
přičemž součty, v nichž se vyskytuje nekonečno jsou definovány {\displaystyle a+\infty =\infty +a=\infty } .
Součin {\displaystyle \star } je tedy maticový součin přes polookruh s {\displaystyle (0,1,+,\cdot ):=(\infty ,0,\operatorname {min} ,+)} .
Namísto {\displaystyle {\boldsymbol {W}}\star {\boldsymbol {W}}} píšeme stručně {\displaystyle {\boldsymbol {W}}^{[2]}} a podobně {\displaystyle {\boldsymbol {W}}^{[k+1]}={\boldsymbol {W}}^{[k]}\star {\boldsymbol {W}}}.

## Souvislost s nejkratšími cestami
Pro orientovaný graf {\displaystyle G=(V,E)} s nezápornými váhami hran {\displaystyle w_{i,j}} nebo s konzervativní váhovou funkcí {\displaystyle l}  platí:
- Prvek {\displaystyle w_{i,j}^{[k]}} matice  {\displaystyle {\boldsymbol {W}}^{[k]}} je délka nejkratší cesty s nejvýše {\displaystyle k} hranami z vrcholu {\displaystyle v_{i}} do vrcholu {\displaystyle v_{j}}.
- Je-li {\displaystyle n} počet vrcholů, pak pro všechna {\displaystyle k\geq n-1} platí {\displaystyle {\boldsymbol {W}}^{[k]}={\boldsymbol {D}}}.
- Jestliže {\displaystyle {\boldsymbol {W}}^{[k+1]}={\boldsymbol {W}}^{[k]}}, pak také {\displaystyle {\boldsymbol {W}}^{[k]}={\boldsymbol {D}}}.

### Algoritmus
Algoritmus využívající vzdálenostní součin počítá stále vyšší mocniny {\displaystyle {\boldsymbol {W}}^{[k]}} váhové matice {\displaystyle {\boldsymbol {W}}} tak dlouho, než platí {\displaystyle {\boldsymbol {W}}^{[k+1]}={\boldsymbol {W}}^{[k]}={\boldsymbol {D}}}.
Varianta 1 algoritmu počítá posloupnost mocnin {\displaystyle {\boldsymbol {W}}^{[2]},{\boldsymbol {W}}^{[3]},{\boldsymbol {W}}^{[4]},\dots } až platí {\displaystyle {\boldsymbol {W}}^{[k+1]}={\boldsymbol {W}}^{[k]}}. V každé iteraci se výsledek předchozího kroku vynásobí maticí {\displaystyle {\boldsymbol {W}}}.
Varianta 2 algoritmu počítá {\displaystyle {\boldsymbol {W}}^{[2]},{\boldsymbol {W}}^{[4]},{\boldsymbol {W}}^{[8]},\dots } až platí {\displaystyle {\boldsymbol {W}}^{[2k]}={\boldsymbol {W}}^{[k]}}. Výsledek předchozího kroku se v každé iteraci umocní.

### Časová složitost
Varianta 1 vyžaduje v nejhorším případě výpočet {\displaystyle n-2} maticových součinů, zatímco varianta 2 jich vyžaduje nejvýše {\displaystyle \lceil \log _{2}(n-1)\rceil }. Časová složitost algoritmu s naivní implementací součinu je pro první variantu {\displaystyle O\left(n^{4}\right)} v Landauově notaci a {\displaystyle O(n^{3}\log n)} pro druhou variantu. Obě varianty algoritmu mají horší dobu běhu než Floydův–Warshallův algoritmus se složitostí {\displaystyle {\mathcal {O}}(n^{3})}.
Dobu běhu lze urychlit složitějšími implementacemi vzdálenostního součinu matic.